# Ndidi Nwosu
Ndidi Nwosu (6 de junio de 1979-1 de marzo de 2020) fue una deportista nigeriana que compitió en levantamiento de potencia adaptado. Ganó una medalla de oro en los Juegos Paralímpicos de Río de Janeiro 2016 en la categoría de –73 kg.

## Palmarés internacional
| Juegos Paralímpicos | Juegos Paralímpicos     | Juegos Paralímpicos | Juegos Paralímpicos |
| Año                 | Lugar                   | Medalla             | Categoría           |
| ------------------- | ----------------------- | ------------------- | ------------------- |
| 2016                | Río de Janeiro (Brasil) | Medalla de oro      | –73 kg              |